# 야경증
야경증(夜驚症, night terror)은 사건수면에 속하는 질병의 하나로, 두려움을 일으키는데 특히 어린이에게 잘 나타난다. 밤공포증이라고도 부른다. 야경증은 공포를 일으키는 나쁜 꿈을 가리키는 악몽과는 다르다.
2~6살의 어린이들이 야경증에 가장 잘 노출된다. 이 증상은 모든 어린이들 가운데 약 15%에 영향을 미치지만 모든 연령대의 사람들이 이 증상을 겪을 수 있다.

## 개요
야경증의 전형적인 증상은 아이가 잠에 든지 수 시간 후 갑자기 소리를 지르며 잠자리에서 일어나 공포에 질린 상태로 목적 없이 무엇을 짚으려는 행동을 보이거나 방안을 왔다 갔다 하는 행동을 보인다. 당시 아이는 무서움과 공포에 질려 있고 눈동자는 멍한 상태에서 식은땀을 흘리며 숨을 몰아쉰다. 옆에서 부모가 아무리 달래도 전혀 부모의 이야기에 반응이 없다가 몇 분이 지나면 자연히 다시 잠들어 버린다. 아침에 깨어 어젯밤에 있었던 일에 대해 물어 보면 아이는 자기 행동에 대해 전혀 기억을 못한다. 야경증은 악몽과 구별된다. 악몽인 경우 부모가 옆에서 토닥거리거나 껴안고 잠시 다독거려 주면 다시 잠들고, 공포의 정도도 야경증만큼 심하지 않다. 야경증인 경우 아동은 악몽보다 한 단계 더욱 심각한 수준으로 놀라는 행동을 보인다. 꿈의 내용 때문에 자다가 비명을 지르고 깨어나서 맥박이 빨라지고, 동공이 확대되며, 땀을 흘리고, 호흡이 거칠어지는 등 공포발작을 일으키는 점이 다르다. 악몽의 경우에는 아이가 꿈 내용을 기억해내지만 야경증인 경우 지난 밤 일을 전혀 기억해 내지 못한다. 야경증은 4~12세경 또래의 1~6%에서 발생하며 사춘기 정도가 되면 대부분 자연적으로 사라진다.

## 같이 보기
- 악몽
- 가위눌림